# I Neri Mondadori
I Neri Mondadori è una collana di narrativa pubblicata da Arnoldo Mondadori Editore dal 1964 al 1966, pubblicata con cadenza mensile. Una curiosità: il primo numero della collana recava il numero 0.
Nel 2001 la collana viene ripresentata, ad uscita irregolare e come supplemento al Giallo Mondadori.

## Elenco uscite

### Prima serie
| N. | Titolo italiano                 | Autore             | Titolo originale                | Pubblicazione |
| -- | ------------------------------- | ------------------ | ------------------------------- | ------------- |
| 0  | Crepi il migliore               | Day Keene          | (Joy House)                     | 1964          |
| 1  | In nome della violenza          | James Hadley Chase | (You Never know with Women)     | 1964          |
| 2  | Un impero per il gangster       | John McPartland    | (The Kingdom of Johnny Cool)    | 1964          |
| 3  | Anonima carogne                 | Richard Stark      | (The Hunter)                    | 1964          |
| 4  | Canaglia cercasi                | James Hadley Chase | (In a Vain Shadow)              | 1964          |
| 5  | C'è del marcio in Vernon Street | David Goodis       | (The Moon in the Gutter)        | 1964          |
| 6  | La città calda                  | Day Keene          | (Bring Him Back Dead)           | 1964          |
| 7  | L'assassino le vuole belle      | Milton K. Ozaki    | (The Case of the Deadly Kiss)   | 1964          |
| 8  | Gli sbirri ammazzano facile     | Lee Roberts        | (Death of a Ladies' Man)        | 1964          |
| 9  | Salva la faccia, Parker!        | Richard Stark      | (The Man with the Getaway Face) | 1965          |
| 10 | Con lei fino all'inferno        | Elliott Chaze      | (Black Wings Has My Angel)      | 1965          |
| 11 | Peggio per te, Chambers!        | Henry Kane         | (Nobody loves a Loser)          | 1965          |
| 12 | Liquidate quel Parker!          | Richard Stark      | (The Outfit)                    | 1965          |
| 13 | Pendaglio da forca              | James Hadley Chase | (Trusted like a Fox)            | 1965          |
| 14 | Per un milione di dollari       | Jay Flynn          | (The Action Man)                | 1965          |
| 15 | Prendetelo morto                | Donald E. Westlake | (Pity Him Afterwards)           | 1965          |
| 16 | Fatti sotto, Parker!            | Richard Stark      | (The Mourner)                   | 1965          |
| 17 | Sciacalli si muore              | James Hadley Chase | (The Dead Stay Dumb)            | 1965          |
| 18 | A tempo di rapina               | Lionel White       | (Steal Big)                     | 1965          |
| 19 | Trenta secondi per un massacro  | Jay Flynn          | (There was a Deadly Man)        | 1965          |
| 20 | La notte brava di Parker        | Richard Stark      | (The Score)                     | 1965          |
| 21 | La carne dell'orchidea          | James Hadley Chase | (The Flesh of the Orchid)       | 1966          |
| 22 | Lungo viaggio verso la morte    | Day Keene          | (Too Black for Heaven)          | 1966          |
| 23 | Massacro a Paradise City        | James Hadley Chase | (The way the cookie crumbles)   | 1966          |
| 24 | La morte tiene banco            | Edward S. Aarons   | (Death is my Shadow)            | 1966          |

### Seconda serie
| N. | Titolo italiano             | Autore               | Titolo originale            | Pubblicazione    |
| -- | --------------------------- | -------------------- | --------------------------- | ---------------- |
| 1  | Fiamma fredda               | Joe R. Lansdale      | (Freezer Burn)              | 17 giugno 2001   |
| 2  | La figlia della notte       | Serge Brussolo       | (La fille de la nuit))      | 24 giugno 2001   |
| 3  | Il gioco del sangue         | Bruno Ventavoli      |                             | 2001             |
| 4  | Oltraggio                   | Andrew H. Vachss     | (Flood)                     | 2001             |
| 5  | Animal Factory              | Edward Bunker        | (The Animal Factory)        | 2001             |
| 6  | Nove miglia                 | Rob Ryan             | (Nine mil)                  | 28 ottobre 2001  |
| 7  | La breve estate del delitto | Emlyn Rees           | (Undertow)                  | 2002             |
| 8  | Il visitatore senza volto   | Serge Brussolo       | (Le visiteur sans visage)   | 20 gennaio 2002  |
| 9  | Lunghe notti                | John Straley         | (The Music of What Happens) | 24 febbraio 2002 |
| 10 | Nero come il cuore          | Giancarlo De Cataldo |                             | 10 marzo 2002    |
| 11 | Connessione pericolosa      | Michael Ledwidge     | (Bad Connection)            | 2002             |
| 12 | Tutto o nulla               | Giampaolo Simi       |                             | 14 luglio 2002   |
| 13 | Gangster                    | Lorenzo Carcaterra   |                             | 8 settembre 2002 |